# Daniel Simonpieri
Daniel Simonpieri est un homme politique français.
Membre successivement du FN, du MNR et de l'UMP, il est maire de Marignane de 1995 à 2008.

## Carrière politique
Daniel Simonpieri est un ancien guichetier.
Il est élu conseiller municipal FN de Marignane en 1989 sous la mandature de Laurens Deleuil, maire (UDF-PR) de la ville depuis 1947.
Daniel Simonpieri est élu maire de la ville de Marignane, sous l'étiquette Front national, avec plus d'un tiers des suffrages en 1995 au cours d'une triangulaire (37,27 %, 155 voix d’avance) avec des listes de droite.
Il est par ailleurs délégué Force ouvrière des Banques à la fin des années 1990.
En mars 1998, il est élu conseiller général Front national du canton de Marignane avec 63,9 % des suffrages exprimés.
Lors de la scission du Front national quelques mois plus tard, il rejoint les rangs du Mouvement national républicain de Bruno Mégret.
Il est candidat sur la liste MNR aux élections européennes de 1999.
En 2001, il est réélu maire de Marignane avec 62,5 % des voix au deuxième tour sous l'étiquette MNR.
Réélu conseiller général, en mars 2004, avec 72,75 % des voix face à Léonard Faraci, candidat du Front national, Daniel Simonpieri rejoint le groupe UMP-UDF et apparentés du conseil général des Bouches-du-Rhône. Son ralliement à l'UMP s'effectue par l’entremise de Jean-Claude Gaudin, dont il était déjà proche lorsqu'il était au FN.
Bien qu'ayant reçu pour la première fois le soutien officiel de l'UMP, il est battu lors des élections municipales de 2008 par la liste du divers droite membre de l'UMP Éric Le Dissès, à l'occasion d'une triangulaire où il ne réalise que 23,35 % des voix, en troisième position, derrière la liste de gauche de Vincent Gomez.
En tant que maire, il baisse les subventions aux associations du secteur social, comme les Restos du cœur, supprime dans les bibliothèques de la ville des abonnements, ceux de Libération ou de L’Événement du jeudi, pour les remplacer par les publications d’extrême droite Présent, National-Hebdo et Rivarol. Contrairement à ses promesses de campagne, il décide d'augmenter les taxes locales.
La dette de la municipalité augmente considérablement pendant son mandat, jusqu'à atteindre un montant deux fois et demi supérieur à la moyenne de l’endettement des communes françaises. Dans son rapport de 2006 sur la gestion de la ville, la Chambre régionale des comptes pointe une gestion des ressources humaines défaillante, « l’attribution d’avantages à certains de ses agents (...) dans des conditions irrégulières ».

## Condamnation
Le 9 novembre 2011, Daniel Simonpieri est condamné à un an de prison avec sursis et à cinq ans d'inéligibilité pour favoritisme, fausses factures et emploi fictif,. Démis d'office de son mandat électif par le préfet, il a attaqué cette décision en justice, en vain. Par arrêt du 20 juin 2012 - no 356865 -  le Conseil d’État a rejeté son recours contre le jugement du tribunal administratif de Marseille, validant l’arrêté du préfet des Bouches-du-Rhône.